# Eugène Merle
Pour les articles homonymes, voir Merle (homonymie).
Jean Eugène Merlo, dit Eugène Merle (Marseille, 5 février 1884 – Paris 16e, 19 août 1938), est un militant anarchiste et journaliste français, fondateur notamment du journal Paris-Soir.

## Biographie
Né Jean-Eugène Merlo en 1884 à Marseille, Eugène Merle est le fils naturel légitimé par le mariage de sa mère, Louise Martin, une domestique, avec son père, Jean ou Ange Merlo, un immigré italien.
Dès 1899, il milite dans les groupes révolutionnaires de Marseille. En 1902, il se rend en Suisse où il fréquente les milieux révolutionnaires suisses et collabore à La Sentinelle. En 1903, il est de retour à Marseille où il collabore à L'Ouvrier syndiqué, l'organe officiel de l'Union des chambres syndicales ouvrières des Bouches-du-Rhône et de la Bourse du travail de Marseille, ainsi qu'au Libertaire, aux Temps nouveaux et à la Revue communiste,. Il participe en 1904 à la création de l'Association internationale antimilitariste.

### «Appel aux conscrits»

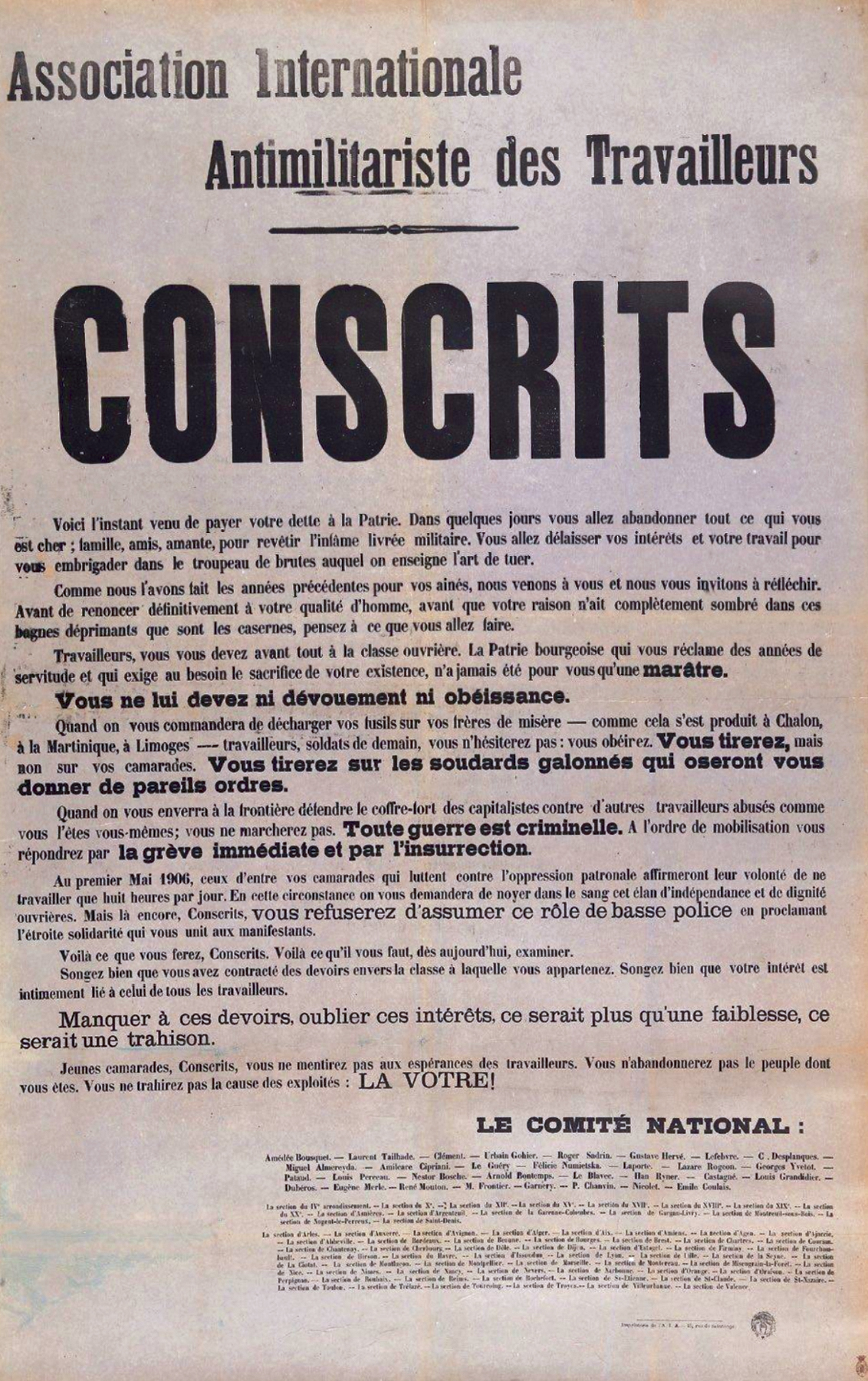
Affiche de l'appel aux conscrits, tirage daté par la BNF de 1906.

En octobre 1905, une affiche de l’Association internationale antimilitariste intitulée « Appel aux conscrits » est placardée sur les murs de Paris. Le texte, violemment antimilitariste et antipatriote, appelle les conscrits à tourner leurs fusils vers les « soudards galonnés » plutôt que vers les grévistes, et appelle à la « grève immédiate » et à l'« insurrection » au jour d’une éventuelle déclaration de guerre.
L’affiche est signée de 31 noms dont Miguel Almereyda, Victor Camus, Amilcare Cipriani, Émile Coulais, Charles Desplanques, Auguste Garnery, Louis Grandidier, Jules Le Guéry, Eugène Merle, Félicie Numietska, Émile Pataud, Louis Perceau, Lazare Rogeon, Han Ryner, Roger Sadrin, Laurent Tailhade et Georges Yvetot.
Vingt-huit des signataires sont inculpés. À l'issue du procès qui se déroule du 26 au 30 décembre 1905, deux prévenus sont acquittés et les 26 autres condamnés chacun à 100 francs d’amende et à des peines de prison allant de 6 mois à 4 ans de prison. Eugène Merle est condamné à un an pour « provocation au meurtre et à la désobéissance ».

### La Guerre sociale

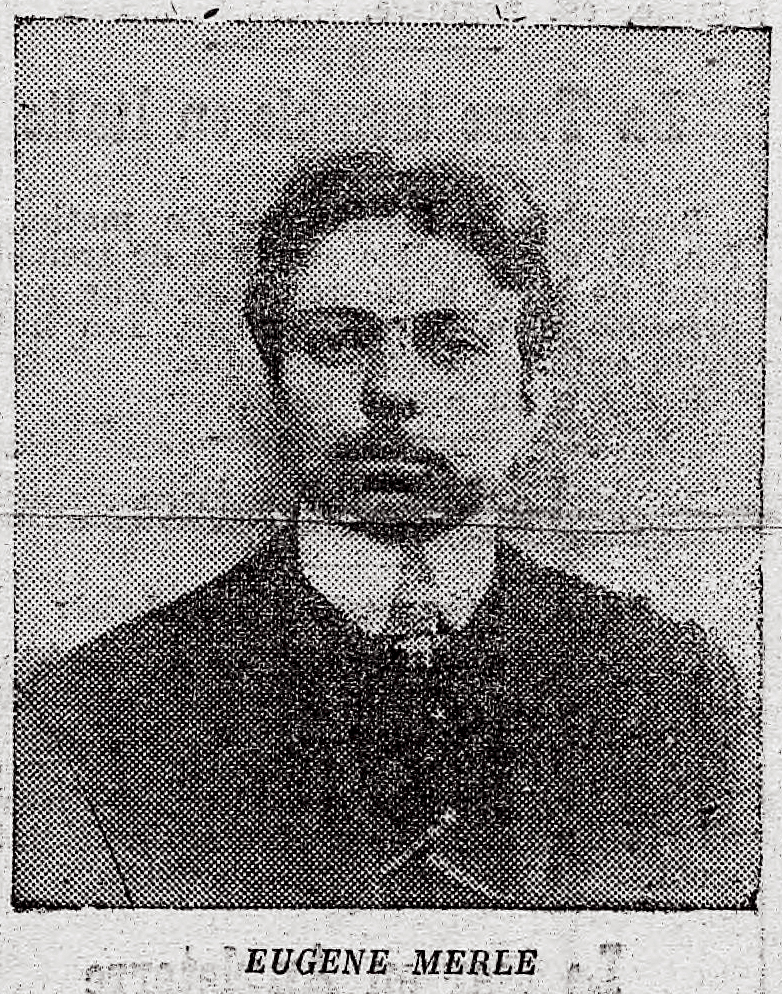
Merle en 1909.

À la prison de la Santé, Merle se lie d'amitié avec Gustave Hervé avec lequel il fonde en 1906 l'hebdomadaire La Guerre sociale.

« La subtile intelligence du Phocéen, son bagout, son entregent séduisirent l'acerbe démagogue. Une amnistie les ayant tous deux libérés, Hervé fit de son codétenu l'administrateur de La Guerre sociale. C'est ainsi que le jeune gâcheur de plâtre abandonna la truelle pour les rotatives. »

Merle est, avec Hervé et Almereyda l'un des trois seuls collaborateurs du journal à en vivre exclusivement et de mieux en mieux, ce qui conduit la police à subodorer l'existence de « ressources extraordinaires ». Selon une note de la Sûreté, 

« Il ne paraît pas très entiché de la politique de La GS. Il suit le mouvement mais sans conviction. Le communisme intégral ne lui sourit guère. »

Au demeurant, la ligne éditoriale du journal évolue à compter de 1912 : tandis qu'Hervé rompt avec l'antipatriotisme, Merle et Almereyda annoncent leur décision d'entrer au parti socialiste. En 1913, Almereyda et Merle quittent le journal pour rejoindre Le Courrier européen, dirigé par le socialiste pacifiste Charles Paix-Séailles, le premier en tant que secrétaire de rédaction, le second en tant que membre de la rédaction, sans que l'on sache très bien si ce départ intervient « en plein accord » avec Hervé ou s'ils ont été chassés par ce dernier, mis au courant d'irrégularités.

### Le Bonnet rouge
Durant toute l'année 1913, Merle et Almereyda recherchent des financements pour lancer un nouvel hebdomadaire, Le Bonnet rouge. Le premier numéro sort le 22 novembre 1913. Merle est le secrétaire général de la publication. La ligne politique est antimilitariste et internationaliste. On « murmure très fort » que le journal est soutenu par Joseph Caillaux, dont Le Bonnet rouge, devenu pour la circonstance quotidien, défendra l'épouse durant l'affaire Caillaux.
Quand la guerre éclate, Merle est devenu, selon les rapports de police, « un bourgeois viveur » et un « fêtard très mondain » qui mène « une existence de pacha ». Il se montre également patriote : mobilisé en août 1914 puis démobilisé en septembre, il s'engage alors dans le 6e régiment du génie, où il terminera la guerre avec le grade de sergent et la croix de guerre. Il échappe donc au scandale de l'affaire « Bonnet Rouge », bien qu'il ait brandi ultérieurement la menace de tout révéler à son sujet.

### Le Merle blanc
Rendu à la vie civile en avril 1919, Merle n'a pas de moyens propres mais des projets ambitieux. Le premier qu'il réalise est Le Merle blanc, un hebdomadaire qui imite la formule satirique du Canard enchaîné, « l'alliance du texte et du dessin, l'impertinence et l'ironie, l'engagement à gauche, mais à une tout autre échelle, et dans les moyens utilisés et dans les résultats attendus ». Le tirage du premier numéro, paru le 10 mai 1919, est de 35 000 exemplaires, soit à peu près celui du Canard enchaîné. Il passera à 120 000 exemplaires en août 1920, 147 000 exemplaires en octobre 1920, 500 000 exemplaires en avril 1921 et 812 000 exemplaires en avril 1922. En revanche, de 1922 à 1927, date à laquelle Le Merle blanc s'arrêtera, les tirages ne cessent de baisser, alors que les invendus s'accumulent, que le prix du papier augmente et que les recettes publicitaires stagnent. D'octobre 1925 à janvier 1927, L'Assiette au beurre devient le supplément littéraire du Merle blanc.

### Paris-Soir
Après avoir fondé Le Merle blanc, il lance Paris-Soir (1923). Ce titre est repris en 1930 par l'industriel Jean Prouvost, qui en fait le premier journal français par le tirage.

## Distinctions
- Chevalier de la Légion d'honneur (1925)